# Moneda de diez peniques de Irlanda
La moneda de diez peniques (10p) (en irlandés: deich pingin) era una subdivisión de la libra irlandesa. Se utilizó en la República de Irlanda desde 1969 hasta 2002, con su última acuñación en 2000. Reemplazó la moneda de florín, de la que compartió su diseño. Existen dos diseños diferentes de la moneda, ambos con un salmón en el reverso. El segundo se introdujo en 1993 y es más pequeño, debido a la reducción del valor de la moneda por la inflación.
Se introdujo dos años antes del Día de la decimalización, el 15 de febrero de 1971, debido a que su valor en una décima de libra era el mismo que el florín anterior. Conservó el diseño y las dimensiones exactos (excepto la denominación) de la moneda de florín, introducida en el Estado Libre de Irlanda en 1928. Algunas monedas de florín permanecieron en circulación hasta 1994, cuando se decidió reducir el tamaño de la moneda de diez peniques.
Los diez peniques originales pesaban 11,31036 gramos (0,4 oz) y tenía un diámetro de 2,85 centímetros (1,1 plg). Su tamaño se convirtió en un problema después de que la inflación redujera el valor de la moneda y se acuñó por última vez en 1986.
En 1993 se acuñó un sustituto de 2,2 centímetros (0,9 plg) de diámetro y 5,45 gramos (0,2 oz). Esta nueva moneda presentaba un salmón, pero movió la ubicación de la denominación como resultado de invertir la imagen del salmón. La composición de los diez peniques era 75% cobre y 25% níquel.
La moneda valía 1⁄10 de una libra irlandesa. Todas las monedas originales de diez peniques se retiraron el 1 de junio de 1994. La versión más pequeña se retiró cuando se introdujo el euro en 2002.